# Sos Alinos
Sos Alinos (in sardo, lett. Gli Ontani in italiano) è una frazione del comune di Orosei (NU), distante circa 12 km dal centro comunale. Poiché costruita a ridosso della SS 125, Sos Alinos è l'unica frazione del comune a non essere propriamente sul mare, ma dista da esso circa 1 km. Tuttavia, la frazione risulta essere il centro delle località marittime circostanti e include tutti i servizi principali dell'area che complessivamente dista 10 km da Orosei.

## Storia
Secondo diverse fonti l'inaugurazione si tenne nel 1962. Prima di quella data nell'area del Rio Sos Alinos (da cui prende il nome il borgo) era un'area caratterizzata dal ritmo della vita agropastorale e contava di 35 abitazioni rurali sparse tra località allora selvagge.  Poi arrivò la Cassa di Mezzogiorno che volle finanziare la creazione di un piccolo borgo rurale per il rilancio delle aree depresse dell'isola. e arrivò la delibera del consiglio comunale di Orosei, guidato dal sindaco Giannetto Cabras, che nel 1956 cambiò il destino dell'area rurale in costa a vocazione turistica. Con quella delibera si misero in vendita i primi lotti di Cala Liberotto a «prezzo politico» per edificare strutture a vocazione turistica. Fu il primo passo verso il turismo come lo conosciamo oggi, che nel giro del ventennio successivo fece di Cala Liberotto e di Cala Ginepro  località chiave del turismo della costa orientale sarda.
Il turismo decollò mentre la realtà rurale, ancora presente grazie ad alcune aziende agrozootecniche gestite dai discendenti degli originari abitanti che negli anni cinquanta si trasferirono nell'area, andò affievolendosi. Ora la famosa frazione di Sos Alinos è sostanzialmente sinonimo di località vacanziera.
Alcuni video storici parlano della sua inaugurazione per l'eccezionale presenza dell'allora ministro Giulio Pastore che aveva già annunciato l'opera come investimento e sviluppo della Cassa del Mezzogiorno.

## Monumenti e luoghi di interesse

### Architetture religiose
La moderna chiesa parrocchiale di Sant'Antonio Abate.

### Luoghi di interesse naturalistico
Molto vicina alle frazioni Cala Liberotto e Sas Linnas Siccas, condivide con esse diverse aree di pregio naturalistico come lunghe pinete, spiagge, lo Stagno di Sa Curcurica e la riserva naturale dello Stagno di Bidderosa.